# Mindshare
Mindshare là một công ty toàn cầu chuyên về dịch vụ truyền thông và marketing, thành lập năm 1997.

## Lịch sử
Công ty được thành lập nhờ sáp nhập của các bộ phận kinh doanh truyền thông của JWT và Ogilvy & Mather, sau đó thêm hai công ty dịch vụ quảng cáo lớn trong tập đoàn WPP. Ban lãnh đạo đầu tiên bao gồm Mandy Pooler và Nick Emery từ O & M và Ron De Pear và James Walker từ JWT. Ban đầu Mindshare phải đối mặt với cạnh tranh mạnh mẽ của việc sáp nhập từ các công ty mẹ tại nước Mỹ. Công ty toàn cầu Mindshare bao gồm khoảng 6.000 nhân viên trên 115 văn phòng tại 82 quốc gia trên khắp Bắc Mỹ, Mỹ Latin, châu Âu, Trung Đông, Châu Phi và Châu Á Thái Bình Dương.
Mindshare USA LLC có 11 văn phòng trên khắp nước Mỹ và Canada với tổng doanh thu là 9.96 tỷ USD (theo cơ quan giám sát truyền thông, RECMA). Phil Cowdell đã từng là người đứng đầu khu vực Bắc Mỹ từ năm 2009.
Mindshare Nederland được thành lập vào năm 1999 bởi Ton Schoonderbeek, hiện tại là lãnh đạo và giám đốc điều hành cho khu vực Benelux của công ty (bao gồm cả Scandinavia).